# 서울의 달빛
"서울의 달빛"은 1991년에 개봉한 대한민국의 영화이다.

## 캐스팅
- 정소녀
- 윤철형
- 이영욱
- 김정하
- 이숙녀
- 남수정
- 이인옥
- 오희찬
- 연현철
- 박용팔
- 박종명
- 이예민
- 추봉
- 신동욱
- 홍성웅
- 문미봉
- 박예숙
- 홍윤정
- 유경애
- 서평석
- 최근제
- 조학자
- 남정희
- 김성원 (특별출연)
- 김운하 (특별출연)
- 한명구 (특별출연)